# Comitia
Comitia waren tijdens de Romeinse republiek vergaderingen van de gehele Romeinse mannelijke bevolking, waarin ambtenaren werden gekozen en werd gestemd over wetten en oorlogsverklaringen; tevens golden de comitia als hoogste rechterlijke beroepsinstantie voor Romeinse burgers. 
Men stemde naargelang de aard van het aanhangige onderwerp 
- per curia → comitia curiata
- per centuria (= vermogensklasse) → comitia centuriata
- per tribus (= territoriale woonplaats) → comitia tributa.

In de comitia gold de relatieve meerderheid, behaald in elk van de deelgroep afzonderlijk, als één stem. Hoewel in theorie de soevereiniteit van het Romeinse volk bij de comitia berustte, waren hun theoretisch zeer uitgebreide bevoegdheden in de praktijk behoorlijk beperkt: 
- het volk kon slechts vergaderen na oproep door bepaalde daartoe gerechtigde magistraten, niet op eigen initiatief;
- wetsvoorstellen moesten in de vorm waarin zij door de voorzittende magistraat werden ingediend, aangenomen of verworpen worden; dus geen recht van amendement;
- de burgerij stond rechtop tijdens de vergadering, wat niet bevorderlijk was voor rustige discussie (en een drempel voor fysiek mindervalide personen)
- door de wijze van stemmen (groepsgewijs) kwam de individuele stemmenverhouding niet tot haar recht (vergelijk districtkiesstelsel tegenover evenredige vertegenwoordiging)
- men kon een vergadering schorsen of een beslissing ongeldig verklaren op grond van een (gemakkelijk te ensceneren) auspicium.
- Daarbij kwam nog, dat in de vervalperiode van de republiek een groot aantal Romeinse burgers niet te Rome woonde, (waar uitsluitend de vergaderingen gehouden werden), zodat velen nooit aan de vergaderingen konden deelnemen.

In feite werd de republiek dan ook door de Romeinse Senaat geregeerd. 
In de keizertijd verloren de officiële volksvergaderingen alle betekenis; als surrogaat dienden de ongeordende demonstraties bij de wagenrennen en amfitheaterspelen.